# Manuel López Rodríguez (futbolista)
Manuel López Rodríguez (Córdoba, España, 1 de octubre de 1944) es un exfutbolista español que se desempeñaba como defensa.

## Clubes
| Club           | País   | Año       |
| -------------- | ------ | --------- |
| Cádiz C. F.    | España | 1965-1971 |
| Hércules C. F. | España | 1971-1972 |
| Córdoba C. F.  | España | 1972-1973 |